# Rivamonte Agordino
Rivamonte Agordino là một comune (municipality) ở tỉnh Belluno in the Veneto Region of NE Italy. Vị trí đô thị này khoảng 90 km về phía bắc của Venice và khoảng 20 km về phía tây bắc của Belluno. Tại thời điểm ngày 31 tháng 12 năm 2004, đô thị này có dân số 664 và diện tích 23,2 km².
Rivamonte Agordino giáp các đô thị: Agordo, Gosaldo, La Valle Agordina, Sedico, Sospirolo và Voltago Agordino.